# Mario Frustalupi
Mario Frustalupi (Orvieto, 12 settembre 1942 – San Salvatore Monferrato, 14 aprile 1990) è stato un calciatore e dirigente sportivo italiano.
Ha vinto due scudetti: l'undicesimo dell'Inter nel campionato 1970-1971 e il primo della Lazio, allenata da Tommaso Maestrelli, nel 1973-1974.

## Biografia
Era il padre di Nicolò, allenatore di calcio e vice di Walter Mazzarri.
Perse la vita nell'aprile 1990, in un incidente stradale nei pressi di San Salvatore Monferrato sull'Autostrada A26, mentre stava raggiungendo la famiglia in vacanza a Cervinia.

## Carriera
Mosse i primi passi da calciatore nell'Orvietana, squadra della sua città, con la quale fece il suo esordio nella stagione 1957-1958.
Arrivò quindi a giocare nelle giovanili della Sampdoria, con la quale esordì in Serie A il 5 maggio 1963, a vent'anni, segnando un gol nella partita persa contro il Torino per 4-2.

Frustalupi alla Lazio nella prima metà degli anni 1970

Coi blucerchiati giocò otto campionati, di cui uno di Serie B, con 164 presenze e 21 gol in A e 38 presenze e un gol in B.
Nel 1970 fu acquistato dall'Inter per sostituire Luis Suárez. A Milano rimase due stagioni, ma il posto da titolare gli fu precluso dal tecnico Giovanni Invernizzi, senza poi contare che nel suo ruolo giocava la bandiera nerazzurra Sandro Mazzola; Frustalupi disputò comunque la Coppa dei Campioni, al posto di Mario Corso, arrivando sino alla finale, persa contro l'Ajax, allo stadio di Rotterdam (2-0), nel 1972.
L'anno successivo fu ceduto, insieme a Massimo Silva, alla Lazio del presidente Umberto Lenzini e del tecnico Tommaso Maestrelli, in cambio di Giuseppe Massa più conguaglio. Fu uno degli artefici del primo scudetto laziale nel 1974, giocando tutte le partite e guidando la squadra come regista.
Nel 1975 andò al Cesena, insieme al compagno di squadra Giancarlo Oddi, portando la formazione romagnola al migliore piazzamento della sua storia in Serie A, sesta, e alla qualificazione in Coppa UEFA.
Nell'ottobre del 1977, a campionato iniziato, fu ceduto in Serie B alla Pistoiese, dove terminò la carriera ma portò gli arancioni, per l'unica volta, in Serie A nel 1980; Frustalupi aveva trentanove anni quando giocò l'unico campionato in massima serie della Pistoiese.
Ha giocato 364 partite con 34 reti in Serie A e 123 e 6 reti in Serie B.

## Dopo il ritiro
Smessi i panni del calciatore aprì una concessionaria Lancia, collaborando anche con la Pistoiese per la quale fu direttore sportivo e presidente nelle stagione 1988-1989.

## Statistiche

### Presenze e reti nei club
| Stagione         | Squadra          | Campionato       | Campionato | Campionato |
| Stagione         | Squadra          | Comp             | Pres       | Reti       |
| ---------------- | ---------------- | ---------------- | ---------- | ---------- |
| 1961-1962        | Empoli           | C                | 19         | 2          |
| 1962-1963        | Sampdoria        | A                | 1          | 1          |
| 1963-1964        | Sampdoria        | A                | 24         | 2          |
| 1964-1965        | Sampdoria        | A                | 25         | 0          |
| 1965-1966        | Sampdoria        | A                | 32         | 8          |
| 1966-1967        | Sampdoria        | B                | 38         | 1          |
| 1967-1968        | Sampdoria        | A                | 29         | 5          |
| 1968-1969        | Sampdoria        | A                | 28         | 3          |
| 1969-1970        | Sampdoria        | A                | 25         | 2          |
| Totale Sampdoria | Totale Sampdoria | Totale Sampdoria | 202        | 22         |
| 1970-1971        | Inter            | A                | 18         | 1          |
| 1971-1972        | Inter            | A                | 20         | 1          |
| Totale Inter     | Totale Inter     | Totale Inter     | 38         | 2          |
| 1972-1973        | Lazio            | A                | 30         | 1          |
| 1973-1974        | Lazio            | A                | 30         | 0          |
| 1974-1975        | Lazio            | A                | 28         | 1          |
| Totale Lazio     | Totale Lazio     | Totale Lazio     | 88         | 2          |
| 1975-1976        | Cesena           | A                | 30         | 7          |
| 1976-1977        | Cesena           | A                | 21         | 1          |
| Totale Cesena    | Totale Cesena    | Totale Cesena    | 51         | 8          |
| 1977-1978        | Pistoiese        | B                | 21         | 3          |
| 1978-1979        | Pistoiese        | B                | 37         | 2          |
| 1979-1980        | Pistoiese        | B                | 27         | 0          |
| 1980-1981        | Pistoiese        | A                | 23         | 1          |
| Totale Pistoiese | Totale Pistoiese | Totale Pistoiese | 108        | 6          |
| Totale carriera  | Totale carriera  | Totale carriera  | 506        | 42         |

## Palmarès

### Club

#### Competizioni nazionali
- Campionato italiano di Serie B: 1

Sampdoria: 1966-1967
- Campionato italiano: 2

Inter: 1970-1971
Lazio: 1973-1974